# Chorisodontium microdus
Chorisodontium microdus là một loài Rêu trong họ Dicranaceae. Loài này được (Lorentz) Broth. mô tả khoa học đầu tiên năm 1924.